# 윤영구 (1928년)
윤영구(尹鑅求, Alice Yun, 1928년 7월 10일 - 2011년 5월 9일)는 대한민국의 음악가, 인류학자이자 미국의 인류학자, 여성학자이다. 하와이대 여성학과 (Department of Womens Studies) 교수이다. 하와이 대학교에 여성학과 창립을 주도하였다. 경성부(현 서울특별시 서대문구) 냉천동 출신.
병리학자 겸 해부학자 윤일선의 딸이고, 제4대 대통령이자 2대 서울시장인 윤보선의 5촌 조카가 된다. 초대 내무부장관 윤치영은 작은할아버지이다. 다른 이름은 횡구(鑅求), 앨리스 윤 최(Alice Yun Chai), 아호는 문경이다.

## 생애
1928년 7월 10일 경성부의 장충동 감리 교회에서 병리학자 겸 해부학자인 윤일선과 그의 부인 조마구례(다른 이름은 조영숙)의 딸로 태어났다. 집은 서부 냉천동(서울시 서대문구 냉천동)에 있었다. 형제로는 윤석구, 윤탁구 등이 있다. 대한민국의 제2대 서울시장과 4대 대통령을 지낸 윤보선은 아버지 윤일선의 사촌 동생이었다.
1942년 경기여자고등학교에 입학하여 1945년 졸업하였다. 이후 서울대학교 음악학과에 입학, 1950년 2월 서울대학교 음대를 졸업하였다. 바로 미국으로 건너가 미국 항공사에 취직했다가 1950년 6월 6.25 전쟁이 발생하고 미군이 한국에 파견되자 그는 미국 공군 군종장교 군목의 통역관으로 한국으로 들어와 1950년부터 1952년 휴전까지 활동했으며, 미공군 군목의 한국 전쟁 고아 구호사업을 지원하였다. 
그는 당시 한국에 감리교회 선교사로 와 있던 윌리엄 쇼(William Show) 박사의 추천을 받아 휴전 후, 1952년 1월 미국으로 유학, 미국 오하이오 웨슬리언대학교에 입학하여 사회학을 전공하고, 1953년 같은 웨슬리언대학교 대학원으로 진학하였다. 웨슬리언 대학교 대학원 재학 중, 1955년 서대문 출신이자 성결교회 목사의 아들이었던 최희창을 만나 서울에서 결혼하였고, 1957년 웨슬리언대학교에서 인류학 석사 학위를 받았다. 1959년 남편 최희창이 박사학위를 받고 귀국할 때 같이 귀국하여 이화여자대학교와 서울대학교의 인류학 강사로 채용되어 1963년까지 이대, 서울대에서 강의하였다. 그후 다시 도미, 같은 웨슬리언 대학에서 사회학 박사과정을 전공하여 1962년 박사학위를 받았다. 미국 이름은 앨리스 윤으로, 결혼 후 남편의 성을 따라 앨리스 최로 이름을 바꾸었다.
귀국 직후 결혼제도 변천사에 관련된 자료 수집을 하였으며 이화여자대학교 인류학과 교수로 있다가, 1963년에 하와이로 이주, 하와이 마노아에 정착하였다. 하와이대학교 여성학 강사로 임명된 그는 하와이대 동서 문화 센터(East West Center)와 여성학 프로그램을 맡아보았다. 1975년 미국 하와이대학교 여성학 교수로 임명되었다. 그는 하와이대학교 재직 중, 결혼제도의 변천사를 연구하는 한편 하와이대학교에 처음으로 여성학과 신설을 추진하여 성사시켰다. 그는 강의 활동 외에도 아시아계 미국 이주 여성을 연구하였으며 미국 내에 한국인 위안부 문제를 공론화시켰고, 미국으로 결혼이주여성으로 오는 한국 여성의 인권, 처우 개선 문제 해결운동에 참여하였다. 또한 불법체류로 낙인찍히는 미국내 아시아계 결혼이주여성의 권익 보호 운동에도 참여하였다. 그밖에 하와이 결혼이주여성옹호회 자문역으로도 위촉되었다. 그밖에 활동으로는 하와이 그리스도연합교회의 권사로 활동하였다.
2011년 5월 9일에 하와이주 Manoa Cottage care home 양로원에서 병으로 사망하였다. 장례 예배는 5월 11일 오전 10시~11시, 하와이주 호놀룰루의 성 키아모쿠 거리 1639번지에 있는 크리스트 유나이티드 감리교회에서 거행되었다.

## 가족 관계
- 증조부 : 윤영렬(尹英烈, 1854년 4월 15일 ~ 1939년 11월 4일)
- 할아버지 : 윤치오(尹致旿, 1869년 8월 5일 ~ 1950년 12월 22일)
- 할머니: 이숙경(李淑卿, 다른 이름은 이경숙(李敬淑), 1869년 8월 14일 ~ 1906년 1월 25일)
  - 고모 : 윤시선(尹時善)
  - 삼촌 : 윤승선(尹勝善, 1904년 8월 7일 ~ 1966년 7월 20일)
- 계조모 : 윤고려(尹高麗, 다른 이름은 윤고라, 1891년 4월 14일 ~ 1913년 12월 28일)
- 계조모 : 현송자(玄松子, 1899년 5월 16일 ~ 1978년, 현영운과 배정자의 딸), 할아버지 윤치오와 이혼
  - 이복 삼촌 : 윤영선(尹暎善, 1922년 11월 11일 - ?)
- 아버지 : 윤일선(尹日善, 1896년 10월 5일 ~ 1987년 6월 22일)
- 어머니 : 조마구례(趙瑪玖禮, 다른 이름은 조영숙(趙榮淑) 또는 Margaret Young Sook Cho, 1901년 12월 14일 ~ 2003년 8월 9일)
  - 동생: 윤석구(尹錫求, 1929년 9월 6일 - , 물리학자, 미국 사지노 대학 물리학과 교수)
  - 동생: 윤탁구(尹鐸求, 1932년 6월 15일 - , 의사·원자력 병원장 역임)
  - 동생: 윤종구 (尹鍾求, 1933년 7월 24일 - ,  의사, 서울대학교 의과대학 소아과학교실 교수)
  - 동생: 윤용구(尹鏞求, 1937년 - )
  - 여동생 : 윤용구(1929년 - )

- 남편 : 최희창(崔熙暢, Hichang Chai, 공학박사, 연세대학교 교수, 하와이 대학교 교수, 2001년 사망)
  - 아들 : 최문기(崔文基, 1960년 - , 변호사)
  - 며느리 : 메리 루(Mary Loo)
    - 손자 : 최선일(영문명 리키(Ricky))
    - 손녀 : 최선윤(영문명 줄리에(Julie))

  - 아들 : 최승기(崔勝基, 1961년 - , 사회학자, 아리조나 대학교 사회학과 교수)
  - 며느리 : 이혜련
    - 손자 : 최선영(영문명 알렉산더(Alexander)
    - 손녀 : 최선우(영문명 마들레네(Madeleine))

  - 딸 : 최윤기(崔潤基, 1966년 - )
  - 사위 : 코지 타니야마
    - 외손자 : 레오나르도 신이치(Leonardo Shinichi)
- 시아버지 : 최성모(崔聖模)

## 같이 보기
- 페미니즘
- 여성학

## 기타
- 그의 계조모 윤고려 역시 본래 성은 김씨였는데,서양식대로 남편을 따라 윤씨로 성을 바꾸었다.
- 동명이인인 윤영구는 그의 8촌 오빠가 되며, 독립운동가 겸 정치인, 교육자인 윤치호는 재종조부가 된다.

## 참고 자료
- 여성신문사, 《이야기 여성사 1》 (여성신문사 편집부, 2005)
- Dr. Alice Yun Chai's Web Page
- 보관됨 2016-04-14 - 웨이백 머신 [부고]앨리스 윤 최 교수 한국일보 2011.05.11
- 하와이 한인박물관:앨리스 윤 최
- 고 앨리스 최 권사 장례예배
- 고 앨리스 최 권사 장례예배